# Pseudosiphosturmia aberrans
Pseudosiphosturmia aberrans là một loài ruồi trong họ Tachinidae.